# Роберт де Геммінбро

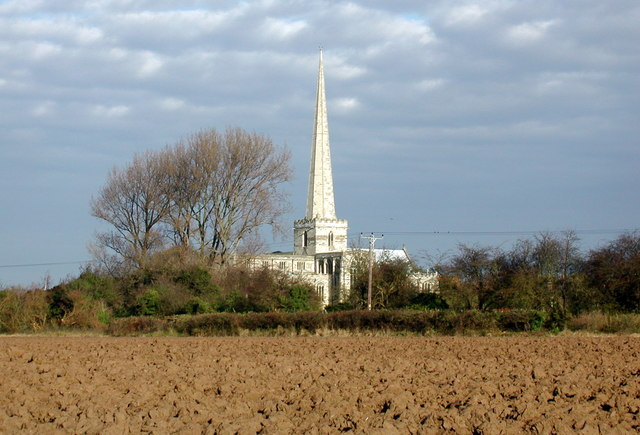
Церква Святої Марії в Геммінбро, де народився Роберт.

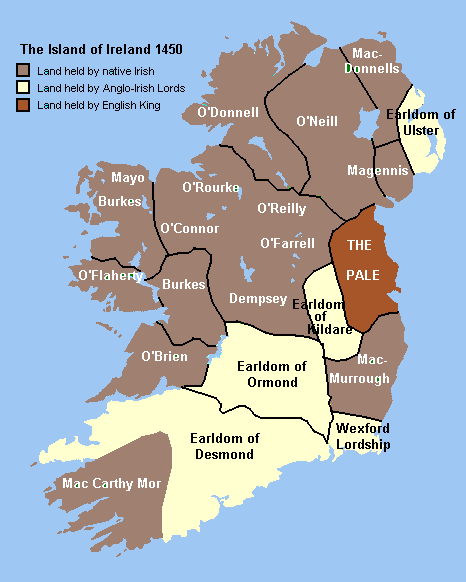
Ірландія в середні віки. Показані англійські володіння, володіння графів Ормонд та Фіцджеральд, володіння незалежних ірландських кланів та королівств.

Роберт де Геммінбро (англ. Robert de Hemmingburgh; пом. 1349) — Роберт де Геммінбург, Роберт де Геммінборо — англійський та ірландський державний та церковний діяч, політик, священник, суддя, юрист, магістр Ірландії, лорд-канцлер Ірландії.

## Життєпис

### Походження
Роберт взяв собі прізвище від місця свого народження — Геммінбро, у Північному Йоркширі. Вільям де Геммінбро, що помер у Гемінбро в 1410 році, міг бути родичем Роберта або просто, як і Роберт, взяв своє ім'я від свого місця проживання. Невідомо також, чи був він пов'язаний з пізнішим Робертом де Геммінбро, що був призначений генеральним прокурором Ірландії в 1385 році.

### Кар'єра
Роберт де Геммінбро став клерком англійської канцелярії близько 1319 року. Кажуть, що він був цінним королівським слугою, якого високо цінували як король Англії та Ірландії Едуард II, так і король Едуард III. Він був відомим релігійним плюралістом, отримавши чисельні володіння в Англії, Шотландії та Ірландії, хоча ми знаємо імена лише двох із цих поселень, Глазго та Антінгем, Норфолк, які раніше належали його родичу, що добре служив Короні Англії. В Ірландії він продовжив свою кар'єру церковного діяча, теж відзначився терпимістю та плюралізмом (і це в ті жорстокі і мракобісні часи), і кажуть, що він і його помічник придбали багато інших земель, назви яких не дійшли до нас.
У 1337 році його відправили до Ірландії в оточенні нового лорд-канцлера Ірландії Томаса Чарльтона, єпископа Герефорда. Він був призначений Майстром Рукописів (юридична посада) — лише третім власником цієї посади — і служив Майстром Рукописів до 1346 року. Згідно з деякими джерелами, він сам недовго був лордом-канцлером Ірландії. Він помер у 1349 році.